# Schematismus (Organisation)
Der Schematismus bildet die Aufbauorganisation einer Diözese oder organisatorische und/oder personelle Details einer religiösen Gemeinschaft ab. Er bezeichnete bereits im 19. Jahrhundert das Verzeichnis des jeweiligen Bistums oder einer Ordensgemeinschaft, in dem alle wichtigen Adressen und Besetzungen von Ämtern zu finden sind.
Der Schematismus einer Diözese enthält Informationen über das Domkapitel, bischöfliche Behörden, Offizialat, Generalvikariat und die Dezernate des bischöflichen Ordinariats. Ferner über die Mitglieder des Diözesankirchensteuerrats, des Priesterrats, kirchliche Hochschulen und Schulen, der im Bistum vertretenen Ordensgemeinschaften wie auch der Priesterseminare und deren Regenten und der sonstigen Bildungsstätten im Bistum. Das Verzeichnis listet alle in der Diözese tätigen Geistlichen und andere Personen im pastoralen Dienst an ihrem derzeitigen Wirkungsort sowie die Geistlichen im Ruhestand auf. Während in manchen Diözesen im Schematismus auch die verstorbenen Priester und Diakone des Bistums (Nekrolog) aufgeführt werden, geschieht dies in anderen Diözesen im Direktorium (z. B. im Bistum Essen) oder in eigens herausgegebenen Diptychen.
Während in den vergangenen Jahrzehnten in der Regel jährlich eine gedruckte Version des Schematismus erschien, wird diese heute nur noch alle zwei bis drei Jahre herausgegeben. Zudem werden oft elektronische Versionen regelmäßig aktualisiert. Aus Datenschutzgründen sind die Schematismen in manchen Bistümern nur für den internen Gebrauch bestimmt und werden beim Erscheinen einer neuen Ausgabe bis auf wenige archivierte Exemplare vernichtet.
Die Streitkräfte Österreich-Ungarns benutzten den Begriff für allgemeine Auflistungen wie Ranglisten oder Garnisonslisten. 
In einem Schematismus sind auch die Lehrkräfte an allen beruflichen Schulen in Bayern aufgeführt, sortiert nach Schulen. Er erscheint im Abstand von jeweils etwa vier Jahren und wird herausgegeben vom Verband der Lehrer an Beruflichen Schulen (VLB).